# 沖縄都市モノレール線
沖縄都市モノレール線（おきなわとしモノレールせん）は、沖縄県那覇市の那覇空港駅と浦添市のてだこ浦西駅を結ぶ沖縄都市モノレールのモノレール路線である。全線が軌道法による軌道として建設されている。愛称は「ゆいレール」で、「ゆい」は琉球方言の「ゆいまーる」（「雇い回り」を語源とする村落共同労働を意味する言葉）の「ゆい」から取られたものである。
2023年3月時点で「沖縄県内に存在する唯一の鉄軌道路線」となっている。

## 概要
沖縄都市モノレール線「ゆいレール」は、沖縄本島の玄関口である那覇空港から赤嶺経由で漫湖を渡って旭橋に抜け、旭橋からは久茂地川沿いに那覇市の繁華街である久茂地・牧志地区を抜けて国際通りを跨ぎ、国道330号を北上して古島からは環状2号線を上りてだこ浦西に至る全長約17.0 kmの跨座式のモノレール線である。この約17.0 kmの区間をワンマン運転の2両編成または3両編成の車両が約40分かけて走る。
那覇空港駅 - 首里駅間は2003年8月10日、首里駅 - てだこ浦西駅間は2019年10月1日に開業した。沖縄県の交通手段は自家用車・タクシー・バスが中心であり、特に那覇都市圏では渋滞が悪化していた。そこで、国、沖縄県、那覇市と沖縄都市モノレール株式会社が一体となって建設を行い、沖縄では戦後初の鉄道開通となった。当初の世論では、前記の「クルマ社会」という見方から、実際に利用されるかどうかの懸念があったが、いざ開業してみると、渋滞に巻き込まれないために時間が正確であることと、高所を走るという特性のために眺望がよく、モノレール自体が観光施設となったため、この懸念は杞憂に終わった。眺望のために人気を集めるという点は東京モノレール羽田空港線と同様である。切符の購入や自動改札機の通り方に慣れない利用客向けに、沖縄都市モノレールのホームページでは「利用ガイド」として乗車方法を詳説している。
開業翌年の2004年に「沖縄都市モノレールの整備と総合的戦略的な都市整備計画」が日本都市計画学会の最高賞である石川賞を受賞した。受賞対象者は、沖縄県、那覇市および沖縄県都市モノレール建設促進協議会である。
全線で列車運行管理システムを導入している。
古島駅から約57‰の上り坂が続く。最急勾配は儀保駅 - 首里駅間の60‰である。
2019年5月24日、沖縄都市モノレールは那覇市の本社で記者会見し、利用者の利便性向上と券売機前の混雑解消を目的に「Suica」などの全国相互利用交通系ICカードを2020年春に運賃支払いに利用できるようにすると発表した。2020年3月10日より利用可能となり、引き続き「OKICA」も利用可能である。
沖縄都市モノレール開業20周年を迎えた2023年8月10日から3両編成車両の運行を開始した。将来的には3両編成の車両を9編成まで増やすとしている。

### 路線データ
- 路線距離（営業キロ）：17.0 km
- 方式：跨座式モノレール（日本跨座式）
- 駅数：19駅（起終点駅含む）
- 複線区間：全線
- 電気方式：直流1,500 V
- 閉塞方式：車内信号式 (ATC)
- 最高速度：約65 km/h[1]
- 車両基地所在駅：那覇空港駅（那覇空港駅 - 赤嶺駅間）

## 運行形態
全列車が各駅に停車する。一部区間のみを運行する列車はあるが、途中駅を通過する列車はない。6時頃から運行（2023年8月のダイヤ改正で、てだこ浦西駅発が5時過ぎとなり、那覇空港駅着が6時前となる）され、終電は那覇空港駅発・てだこ浦西駅発ともに23時30分・終着0時6分となっている。ダイヤは平日（月 - 金曜）、土休日（土曜日・日曜日・祝日）の2種類。平日は早朝が6 - 12分間隔、朝ラッシュ時が4 - 6分間隔、夕ラッシュ時が7分間隔、日中と夜が10分間隔、夜21時以降が12分間隔、土休日は早朝と夜21時以降が12分間隔、それ以外は10分間隔となっている。ワンマン運転を実施している。
折り返しは両端の駅および首里駅で行われるが、牧志駅 - 安里駅間に非常用の渡り線があり両駅での折り返し運転も可能となっている。事故などの突発的事象により運行に支障が出た場合は全線で運行停止になるが、例えば2007年10月21日に儀保駅付近で行われた不発弾処理時に朝8時頃から処理完了まで那覇空港駅 - 牧志駅間で実施されるなど、予め運行計画が立てられる経路上の運行障害に関しては折り返し設備を利用しての区間運転が実施される。なお車両基地が那覇空港駅側に設置されていることから、車両数の調整が困難である牧志駅以北のみでの運行は行われていなかった。しかし、2024年6月29日に、那覇空港付近の新車両基地への分岐器設置工事に伴い、初めて牧志駅以北のみでの運転が行われた。
2019年10月1日の延伸開業に伴うダイヤ改正により、平日（月 - 木曜）、金曜日、土曜日、休日（日曜日・祝日）の4種類あったダイヤのうち金曜日・土曜日ダイヤを廃止し、平日・土休日の2種類に統合された。また、平日の朝ラッシュ時には首里駅で折り返す列車が設定された。
2025年2月のダイヤ改正において、土休日の昼間にも首里駅を折り返す列車が設定された。

## 歴史

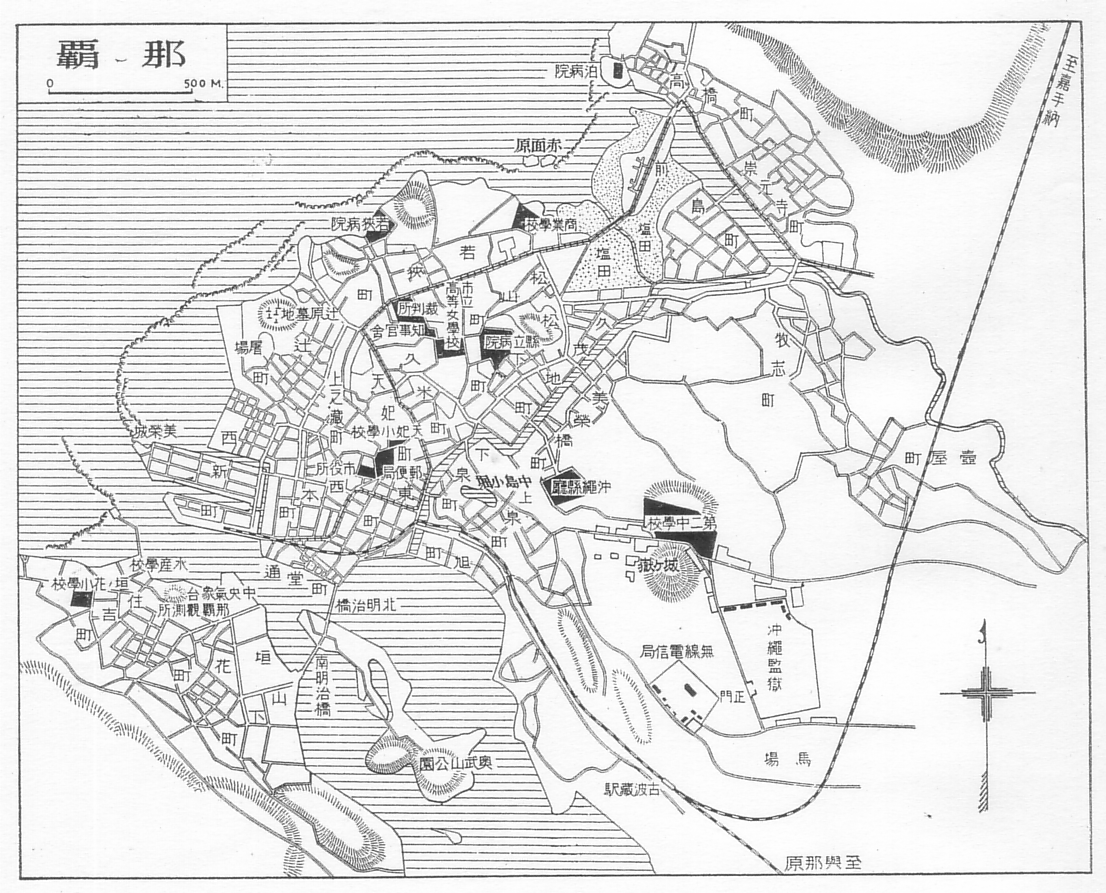
路面電車も鉄道もあった頃の那覇市の地図（1930年頃）

沖縄本島では、大正時代に軽便鉄道や路面電車、馬車鉄道といった数々の鉄道路線が開業したが、昭和初期に入ると沖縄電気の路面電車と糸満馬車軌道がバスとの競争に敗れて廃止され、残った沖縄県営鉄道と沖縄軌道も太平洋戦争末期の1945年3月に運行を停止し、鉄道の施設は空襲や地上戦によって破壊され、アメリカ合衆国による統治下に置かれた戦後は道路整備が優先され、残った線路も鉄不足のため回収され生活用品と成り代わった。鉄道は復旧されることなくそのまま消滅した。
しかし、1970年代に入って経済活動が活発になってくると、那覇市を含む沖縄本島中南部地域に人口や産業が集中した。この結果、道路交通の渋滞が慢性化し、その対策として新たな軌道系公共交通機関を求める声が高まっていった。那覇市議会議長を務めた高良一は、十数年間、数万ドルの私費を投じてモノレール計画書を作成したと言われる。
沖縄が本土復帰を果たした1972年、日本国政府（以下、政府または国と略）は沖縄の振興開発を推進するために「新全国総合開発計画」（新全総）の一部を改正し、沖縄県に対する特別措置として沖縄振興開発計画を同年10月31日に策定した。同計画では、沖縄本島の陸上交通に新しい交通システムの導入を検討していくとされた。これを受けて、国や沖縄開発庁、沖縄県、那覇市などが中心となって導入機種やルートなど具体的な検討を行い、最終的には「都市モノレールの整備の促進に関する法律」（都市モノレール法、昭和47年法律第129号）に基づき跨座式モノレールを導入することで決着した。
1975年、国・沖縄県・那覇市で構成される「都市モノレール調査協議会」が設置され、ルート等の検討を行うなど建設に向けての準備が進められた。沖縄県と那覇市による「都市軌道建設準備室」が設置され、1980年に「都市モノレール関連街路に関する基本協定書」を締結、実施調査については、国庫補助事業（1981年度）として採択、推進された。
ルートは那覇空港から首里城に近い汀良（てら）地区までの区間を第一期区間とし、汀良地区から西原入口までの区間を第二期区間、さらに沖縄市方面への延伸も検討課題とした。1982年9月に運営主体となる第三セクター「沖縄都市モノレール株式会社」を設立、同年に高良（現在の赤嶺駅） - 首里汀良町間を県に特許申請、翌年に再検討、那覇空港 - 首里汀良町間（営業距離12.9 km）に延長された。沖縄県と那覇市は都市モノレールの導入空間となる街路の整備事業を先行して進めた。
第一期区間については国際通りの地下を通過する「国際通り案」と久茂地川沿いのルートを取る「久茂地川沿い案」の両案、さらに那覇空港ターミナルビルの再整備位置に合わせ「高良経由案」、「北側案」が検討され、最終的に「久茂地川沿い案」と「高良経由案」を採用し、小禄金城町（現在の小禄駅）にも駅を設置することで決着した。
1994年に、沖縄県・那覇市と既存交通機関のバス会社との間で基本協定や覚書が締結され、1995年の政府予算案（1996年度）にモノレール関連のインフラ予算が盛り込まれる。こうした着工に向けた動きの活発化により、同年9月に空港（現在の那覇空港） - 汀良（現在の首里）間の特許申請書を沖縄都市モノレールが再提出、翌年1996年3月に同社は軌道事業の特許を取得したことから、同年11月に軌道本体の工事が着手された。この時点での開業予定時期は2003年12月としていたが、街路の先行整備で工期に余裕ができたこともあり、実際には4か月ほど早い同年8月に開業した。
開業に伴い市内のバス路線をほぼ独占していた那覇交通（当時：現在の那覇バス）に対しバス路線廃止の引き替えとして補償金が支払われたが、同社は経営危機にあり収益路線を廃止できないとして実際に廃止された路線は僅かにとどまり、しかも補償金を社員の退職金として支払ってしまい補償金は返済されずに那覇交通は経営破綻している（→那覇バスの項参照）。
開業前に指摘されていた採算性の懸念は杞憂に終わり、観光輸送・通学輸送等で支持され順調に利用者が増加した。リーマンショックや新型インフルエンザの流行による利用者減少も一時的なものであり、2016年度には初めて単年度黒字を達成した。近年はモノレールの浦添延伸や観光客の急増に対応し、3両編成化を目指すとしている。
太平洋戦争での沖縄戦の場所であったことから、建設前に不発弾の磁気探査が行われ、3か所において計7発の不発弾が発見され処理されたが、開業後も何度か運転を休止して、不発弾処理が行われている。

### 年表

#### 開業前
- 1972年（昭和47年）4月：第1次沖縄県振興開発計画において軌道系システムの必要が提起される[21]。
- 1975年（昭和50年）11月：国・県・那覇市で構成する「都市モノレール調査協議会」を設置[22]。
- 1977年（昭和52年）12月：ルートについて、沖縄総合事務局と沖縄県、那覇市で構成する「都市モノレール調査協議会」において「久茂地川沿い案」と「国際通り案」から採算性や交通処理の観点から「久茂地川沿い案」で推進することが決定[22][21]。
- 1979年（昭和54年）
  - 6月：沖縄県と那覇市が協力して都市モノレールの導入を進めることを意思決定[21]。
  - 10月：「沖縄県都市軌道建設準備室」が発足[22]。
- 1981年（昭和56年）：沖縄都市モノレールの国庫補助事業を採択[21]。
- 1982年（昭和57年）9月27日：沖縄都市モノレール株式会社（第三セクター）設立[21]。県へ特許申請書提出[22][21]。
- 1983年（昭和58年）：那覇空港 - 汀良駅（現・首里駅）間の都市モノレール建設が決定[21]。
- 1994年（平成6年）1月26日：沖縄県、那覇市およびバス4社（沖縄バス・琉球バス・那覇バス・東陽バス）の間で基本協定並びに覚書を締結[22][21]。
- 1995年（平成7年）9月12日：沖縄都市モノレール株式会社から県へ軌道特許申請書を提出[21]。
- 1996年（平成8年）
  - 3月1日：軌道事業の特許につき、運輸審議会件名表に登載される[23]。
  - 3月19日：沖縄都市モノレール事業に関する軌道特許を運輸審議会で決定[21]。
  - 3月22日：軌道法第3条に基づく運輸事業特許を取得[21]。
  - 4月11日：運輸審議会が、軌道事業を特許することは妥当である旨を答申[24]。
  - 4月23日：都市高速鉄道（モノレール）の都市計画が決定[21]。
  - 10月31日：都市計画道路事業の認可を受ける[21][25]。
  - 11月26日：沖縄都市モノレール建設事業の起工式[21][22]。
- 1999年（平成11年）
  - 3月26日：駅設備の建設を開始[22]。
  - 6月22日：運営基地（車庫）の工事に着手[21]。
  - 11月30日：駅名・シンボルマークを決定し、愛称を「ゆいレール」とする[22][26]。
- 2000年（平成12年）
  - 6月14日：車両設計概要およびデザインを発表[21]。
  - 12月25日：車両設計認可を取得[22][21]。
- 2001年（平成13年）12月4日：那覇空港 - 小禄間で試運転を開始する[27]。
- 2002年（平成14年）
  - 3月27日：PC軌道桁の最終架設[21]。
  - 11月25日：全線での試運転を開始する[28][29][30]。

#### 開業後
- 2003年（平成15年）8月10日：那覇空港 - 首里間 (12.9 km) が開業。昼間12分間隔[31]。1日上下202本運転[32]。開業時より乗車カード「ゆいカード」を導入。
- 2004年（平成16年）12月26日：開業後初のダイヤ改正。運転間隔を昼間10分間隔とし26本増発[31]。
- 2005年（平成17年）12月23日：開業以来平日・休日共通だったダイヤが変更され、休日ダイヤを新設。
ここでいう休日とは、土曜日、日曜日、祝日、振替休日、年末年始（12月31日 - 1月3日）である。
- 2009年（平成21年）9月13日：不発弾処理のため全線運休（全線運休は台風などの自然災害によるもの以外としては開業後初めて）[33]。正午すぎに運転を再開。
- 2012年（平成24年）1月26日：首里 - 浦西（仮称）間の軌道事業特許を認可[34]。
- 2013年（平成25年）
  - 4月4日：首里 - 浦西間第1次工事施行認可[35]。
  - 11月2日：首里 - 浦西間延伸事業の起工式が浦添市で開かれる[35]。
- 2014年（平成26年）
  - 5月30日：2013年度の事業報告が発表され、1日平均の乗客数（降客数含まず）が初めて4万人を超え[36]、年間では1490万3196人となり、過去最高となった[37]。
  - 9月8日：ゆいカードの券売機での発売を終了[38]。
  - 10月2日：2011年9月から運行されていた車体に首里城を描いた「首里城号」が運行終了[39][40]。
  - 10月14日：ゆいカードの窓口での発売を終了[38]。
  - 10月20日：ICカード「OKICA」の利用が可能となる[41][42]。これに合わせ、乗車券をQRコード方式に変更。
  - 10月29日：ゆいカードの取扱を終了[38]。
  - 12月26日：延伸区間の駅名が決定[43]。
- 2015年（平成27年）
  - 11月6日：2015年10月の乗客数が146万8449人、一日平均4万7369人で、いずれも単月の過去最高を記録したと発表された[44]。
  - 12月2日：この日より順次、那覇空港駅・奥武山公園駅・県庁前駅・市立病院前駅の英語表記を変更、中国語・韓国語での駅名表記も再制定[45]。
- 2016年（平成28年）
  - 2月18日：延長区間のコンクリート製のレールが完成し、設置に向けて「安全祈願祭」と「出発式」が開催された[46]。
  - 4月27日：液晶ディスプレイパネルを搭載した新型車両が営業運転を開始[47]。
- 2017年（平成29年）
  - 5月26日：2016年度決算が発表され、純損益は2億2053万円で2003年の開業以来初の単年度黒字となった[48]。
  - 8月1日：この日のダイヤ改正で、ダイヤを平日ダイヤ・土曜休日ダイヤの2パターンから、平日（月-木曜）ダイヤ・金曜ダイヤ・土曜ダイヤ・休日ダイヤの4パターンに変更[49]。
- 2019年（平成31年・令和元年）
  - 4月14日：首里 - 浦西間の試運転開始[50]。
  - 4月22日：沖縄都市モノレール社と沖縄県、那覇市、浦添市が、輸送力増強を検討する会議を開き、2030年までにモノレールの3両編成化を目指す方針を決定[51]。
  - 10月1日：首里 - てだこ浦西間 (4.1 km) が延伸開業[52][3]。日本における令和最初の鉄道路線延伸となった。
- 2020年（令和2年）
  - 3月10日：「Suica」などの全国相互利用サービスに対応した交通系ICカードが利用可能となる[8][9][10]。
  - 9月24日：2023年度からの運行開始を目指す3両編成車両の4編成（12両）分の製造を、49億2500万円（税抜き）で日立製作所と随意契約を結ぶ[53]。
- 2021年（令和3年）2月22日：ダイヤ改正で、昼間時間帯の運転間隔を8分から10分に減便[13]。
  - 9月24日：車両3両化に伴うホームドア設置と駅舎改修工事を開始[54]。
- 2023年（令和5年）
  - 2月5日：3両編成試験走行開始[55]。
  - 6月19日：3両編成習熟運転開始[56]。
  - 8月10日：3両編成営業運転開始[11]。
- 2024年（令和6年）6月29日：新車両基地への分岐器設置工事のため、那覇空港駅 - 牧志駅間で終日運休[57][注釈 3]。
- 2025年（令和7年）3月28日：全駅でクレジットカードなどのタッチ決済による乗車サービスを開始[59]。同サービス利用時に限り1日最大運賃を導入[60]。

## 延長計画と延伸構想
開通時に終点となった首里駅からは、石嶺地区を経由した沖縄自動車道インターチェンジまでの延長計画、および沖縄道より先の地域までの延伸計画が既に検討されていた。そのため、建設当初より首里駅から先の車止めは石嶺地区に向かってカーブした形で行き止まりとなっていた。また、同駅のホームは相対式となっており、開業当初は上り線を利用して暫定的に片面のみ使用していたほか、延伸予定道路は軌道敷設対応の拡張工事が行われていた。内閣府は2005年（平成17年）に延伸についての調査を行ったが、ゆいレールの利用実績は順調であるものの赤字を出しており、この解消が課題とされた。

### 延長計画
数年にわたり延長計画の選定の協議会が行われ、2008年3月に首里石嶺町、浦添市前田を経由して、西原入口交差点に接続される総延長4.1 kmの浦添案が選定され、2020年度までの開業を目指して計画が進められることとなった。
2009年度より延伸に向けての調査が開始され、2、3年の調査の結果をもとに国に対してモノレール建設事業の予算要求を行う予定となった。
しかしこの時点で建設費用での問題が一部未解決となっていた。建設費用は396億円と概算されており、駅舎や軌道けた、柱などのインフラ部の整備費用については、原則として県道は県、市道は各市の道路管理者が負担することになっていた。しかし那覇市側は、第1駅（那覇市に設置予定）の駅勢内（半径約800 m）で那覇市民の利用はカバーできるとして、第1駅と第2駅（浦添市に設置予定）間の間にある那覇市道800 mの整備費用は県や浦添市が負担するように求めた。その後の協議会において、市道800 mに関しては那覇市と県が整備を行うことにし、総事業費396億円のうち、県が57億円、那覇市が30億円、浦添市が46億円の費用を分担し、残りの263億円は国庫補助を見込むという試算が出された。但し、費用分担に関して県や市は財政上の問題から出来る限り費用を抑えたいという意向があるため、分担割合の合意には流動的な部分が残されている。

#### 延長計画選定
延長計画に関しては、モノレール建設当初より計画されているものである。これは、浦添ルート案をはじめ、沖縄自動車道のインターチェンジ（西原IC付近）まで延長し、現行の路線バス網の再整備や、駅に交通広場やパークアンドライド用駐車場を設置することによって、高速道路を利用してのバス・タクシー・車（自家用車・観光客向けレンタカー）とモノレールを連結する統合高速交通構想である。

##### 延長計画案の一次選定
この延長計画には、当初以下の6つのルートが提案された。
1. A-1案 ： 当初ルート案
  - 首里石嶺地区・石嶺地区東側（沖縄国際センター南方）・西原入口交差点にそれぞれ新駅を設置するもの。沖縄自動車道にスマートインターチェンジを取り付ける構想。
2. A-2案 ： 県道拡幅案
3. A-3案 ： 福祉センター案
  - 首里石嶺地区と同地区所在の沖縄県総合福祉センター前・沖縄国際センター南方付近・西原入口交差点にそれぞれ新駅を設置するもの。この案の場合、沖縄県道241号宜野湾南風原線の幅員拡張工事が必要となり、既存の建築物を後退させなければならないため、次の「修正案」が提出されることになった。
4. A-4案 ： 浦添ルート案
  - 首里石嶺地区を通り北上し、「国際センター駅」（沖縄国際センター付近）、「浦添グスク駅」（浦添警察署付近）と終着駅「浦西駅」（いずれも仮称）をそれぞれ新設するとともに、西原ICではなく西原入口交差点付近に交通広場を設け、沖縄自動車道にインターチェンジを設けるもの。浦添市によるプレゼンテーションのため、那覇市管轄である石嶺地区の新設駅には言及されていない。本案は距離が最も長大であるため、採算性の問題も懸念された。
5. B案 ： 西原直進案
6. C案 ： 那覇インター案

このうち、「費用対効果」の観点からA-1案、A-2案、A-3案、A-4案、およびB案の5案が一次選定された。

##### 延長計画案の二次選定
さらに「沿線需要の効果的取組みと那覇都市圏の交通円滑化に寄与する交通結節機能を満たす終点駅であること」および「まちづくりへの支援のためのモノレール延長のルートに成り得ること」からA-1案からA-4案までの4案に絞り込まれ、これに「延長ルート案の実現性」を考慮してA-1案、A-3案、A-4案が1次評価を通過したが、これら各案には以下の必須課題が挙げられた。
- A-1案の課題
  - 新設道路を約1.2 kmに亘って建設する必要あり。この都市計画は未決である。
- A-3案の課題
  - 概成済都市計画道路である県道宜野湾南風原線を約0.6 kmに亘って再拡幅する必要がある。
  - 整備中都市計画道路である石嶺福祉センター線を約1.3 kmに亘って拡幅する必要がある。ただし地区計画でセットバックがある。
- A-4案の課題
  - 沖縄県道38号浦添西原線（都市計画道路）を約0.8 kmに亘って拡幅の必要あり。ただし既に拡幅が計画されている。

A-3案には2つの重大課題が見込まれたため、A-3案と当初案を抱き合わせたA-3改良案（A-3'案）が提案され、2007年8月29日時点での延長計画案の最終候補は当初案・福祉センタールート案・福祉センタールート改良案・浦添ルート案の4つとなった。
1. A-1案 ： 当初ルート案
2. A-3案 ： 福祉センター案
3. A-4案 ： 浦添ルート案
4. A-3'案 ： 福祉センター改良案（2007年8月29日提案）
  - 首里石嶺地区・沖縄県総合福祉センター前・石嶺地区東側（沖縄国際センター南方）・西原入口交差点にそれぞれ新駅を設置するもので、いわば、当初案と福祉センタールート案との折衷案となる。

「利便性（需要量）」、「まちの発展性」、「交通結節利便性」、「早期実現性」、「経営採算性・資金調達」の五つの評価項目で総合評価した結果、二次選定ではA-3'案とA-4案が選定された。

##### 延長計画案の三次選定
沖縄都市モノレール延長検討委員会は、2007年11月5日の第6回延長検討委員会までに1案に絞り込むこととしていたが、A-3'案とA-4案が拮抗したものであることから「県民の意見も参考に検討する必要性がある」とし、2007年12月18日から2008年1月31日までの期間、パブリック・インボルブメント（PI）を実施することとなった。この調査により周辺住民を中心とする利用者の実態・意識を調査・評価したうえで最終2案の延長計画が最終評価され1案に絞り込まれる見込みとなった。

##### 延長計画の最終選定
2008年3月21日に行われた第7回沖縄都市モノレール延長検討委員会により、浦添案が選定された。選定理由として、もう1案であった福祉センター改良案に比べ多くの利用者数が見込まれることや、福祉センター改良案の2倍以上の支持を得たというPIの結果、隣接市町である宜野湾市、西原町への発展性などが挙げられた。

##### 延伸計画確定と延伸区間の開業
その後、2011年8月30日に首里 - 浦西（仮称）間の軌道事業の特許申請が行われ、2012年1月26日に認可された。開業は2019年春が予定された。
2014年12月26日、延伸区間の駅名が（首里駅寄りから）石嶺駅、経塚駅、浦添前田駅、てだこ浦西駅に決定した。
2018年5月25日、延伸区間の開業時期を延期することが発表され、入札の不調や土地取得の遅れなどから、工事が順調に進んだ場合でも早くて2019年夏ごろになるとした。2019年4月25日には、同年10月1日に開業する方向で調整していることが報じられ、同日に開業した。

### さらなる延伸構想
延長計画の終着駅は「モノレールと高速道路との結節点」とされているが、この終着駅より先の地域にまでモノレールを延伸する「延伸構想」として、当初計画に宜野湾市普天間を経て沖縄市までの敷設案が構想されていたものの、その後具体的な動きはない。
2019年6月には沖縄県より、延伸・新線構想のうち糸満方面、与那原方面、琉球大学・中城方面など5ルートについて、モノレールを導入した場合の効果・影響等に関する検討結果が公表されたが、いずれも採算性の課題があり費用便益比（B/C）が1未満となっている。一方で沖縄本島中部・北部に向けた中長距離の都市間輸送手段としては、モノレールよりも広域輸送を重視した沖縄鉄軌道（那覇市 - 名護市間）の構想が推進されている状況にある。
2024年5月には普天間方面への延伸可能性を探るための基礎調査に着手し、古島駅から延伸するルートと、てだこ浦西駅から延伸するルートの調査を開始したと報じられた。

## 公共交通の再編
沖縄都市モノレール（ゆいレール）の開業に前後して、既存路線バスの抜本的見直しが予定されていた。具体的にはおもろまちと首里の両駅を郊外線のバスターミナルと位置づけ、市内線においても並行路線の廃止を行うものであった。乗り継ぎに伴う不利益を解消するため乗り継ぎ割引も予定され、実際ゆいレールの一部券売機には乗り継ぎ券の購入ボタンも準備されていた。しかし、乗り継ぎ割引の割引分の負担を巡りバス4社と沖縄都市モノレールの間で折り合いが付かず、那覇交通の経営破綻もあってこの構想は崩壊した。また、おもろまちと首里を郊外線との結節とする構想も、両駅付近にバス乗務員の待機所や操車機能が設けられなかったことから限定的なものとなった。
結果として、中部方面からの幹線路線をおもろまち駅で折り返す路線の新設や首里駅経由の路線の新設などが行われたが、新設路線は本数が少なく、前述の通り限定的なものとなった。また、これらの新設路線の利用状況は芳しくなく、ほとんどの路線でさらなる減便が行われ、一部路線は廃止となっている。
主な動きは以下の通りである。なお、首里 - てだこ浦西間の延伸開業時にはそれに伴う系統の再編は行われなかった。
那覇と中部を結ぶ沖縄自動車道経由路線の新設
- 180番・屋慶名線（沖縄バス：那覇 - 国場 - 首里駅 - 沖縄自動車道 - 屋慶名）の新設
  - 後に、利用者の少ない時間帯を中心に新設された18番・19番（後述）へと本数の一部が振り分け。さらに、那覇バスターミナル起点から、おもろまち駅前広場起点へと変更したが、現在は廃止されている。

那覇市内路線の路線廃止・新設
- 12番・末吉線（那覇交通（現・那覇バス）：具志営業所 - 牧志 - 古島 - 首里）の廃止
  - 古島駅 - 首里駅間などにおいてのモノレールとの競合を理由に廃止された。
- 13番・石嶺空港線（那覇交通（現・那覇バス）：石嶺営業所 - 首里 - 牧志 - 空港）の廃止
  - 那覇空港と首里を結ぶモノレールとの競合を理由に廃止された（経路の競合は旭橋駅 - 県庁前駅間、儀保駅 - 首里駅間のみ）。
- 8番・首里城下町線（沖縄バス：石嶺団地 - 首里駅 - 首里城 - 沖縄都ホテル - ホテル日航那覇グランドキャッスル）の新設
  - 現在は、終点を沖縄都ホテルからおもろまち駅前広場まで延長。
- 180番の減便により18番・首里駅線（沖縄バス：那覇バスターミナル - 国場 - 首里駅）の新設
- 18番の減便により19番・首里駅おもろまち線（沖縄バス：おもろまち駅前広場 - 那覇バスターミナル - 国場 - 首里駅）の新設
  - 現在は廃止されている。

おもろまち駅前広場発着線の新設
- 223番・具志川おもろまち線（琉球バス（現・琉球バス交通、以下この項において同じ）：23番・具志川線をおもろまち駅前広場発着にした路線）の新設
- 227番・屋慶名おもろまち線（琉球バス、沖縄バス：27番・屋慶名線をおもろまち駅前広場発着にした路線）の新設
- 228番・読谷おもろまち線（琉球バス、沖縄バス：28番・読谷（楚辺）線をおもろまち駅前広場発着にした路線）の新設
- 263番・謝苅おもろまち線（琉球バス：63番・謝苅線をおもろまち駅前広場発着にした路線）の新設
- 288番・宜野湾おもろまち線（琉球バス：88番・宜野湾線をおもろまち駅前広場発着にした路線）の新設
  - 現在は廃止されている。
- 290番・知花おもろまち線（琉球バス：90番・知花線をおもろまち駅前広場発着にした路線）の新設
  - 現在は廃止されている。
- 298番・琉大おもろまち線（琉球バス：98番・琉大線をおもろまち駅前広場発着にした路線）の新設
  - 現在は廃止されている。

## 駅一覧
- 全駅沖縄県内に所在。駅番号は各駅ごとに駅名標と自動券売機の運賃表で表示されている。

| 駅番号 | 駅名         | 駅間キロ | 営業キロ | 周辺・備考 | 案内チャイム           | 所在地 |
| ------ | ------------ | -------- | -------- | --- | ---------------------- | ------ |
| 1      | 那覇空港駅   | -        | 0.0      | 那覇空港、日本最西端の終着駅                                                                                          | 谷茶前                 | 那覇市 |
| 2      | 赤嶺駅       | 2.0      | 2.0      | 日本最南端の駅、瀬長島・豊崎・糸満方面へのバス発着駅                                                                  | 花の風車               | 那覇市 |
| 3      | 小禄駅       | 0.8      | 2.8      | イオン那覇ショッピングセンターに直結                                                                                  | 小禄豊見城             | 那覇市 |
| 4      | 奥武山公園駅 | 1.0      | 3.8      | 沖縄県営奥武山公園南側、旧海軍壕方面へのバス発着駅                                                                    | じんじん               | 那覇市 |
| 5      | 壺川駅       | 0.8      | 4.6      | 沖縄県営奥武山公園東側、那覇中央郵便局、ハーバービューホテル南側                                                      | 唐船ドーイ             | 那覇市 |
| 6      | 旭橋駅       | 0.8      | 5.4      | 那覇バスターミナル・那覇港那覇ふ頭                                                                                    | 海ぬちんぼーら         | 那覇市 |
| 7      | 県庁前駅     | 0.6      | 6.0      | 国際通り・沖縄県庁舎・那覇市役所・パレットくもじ（リウボウ）                                                          | てぃんさぐぬ花         | 那覇市 |
| 8      | 美栄橋駅     | 0.7      | 6.7      | 国際通り・那覇港泊ふ頭（とまりん）・ジュンク堂書店（D-naha）・牧志公設市場                                            | ちんぬくじゅうしぃ     | 那覇市 |
| 9      | 牧志駅       | 1.0      | 7.7      | 国際通り・平和通り・桜坂・さいおんスクエア・牧志公設市場・壺屋やちむん通り                                            | いちゅび小節           | 那覇市 |
| 10     | 安里駅       | 0.6      | 8.3      | ひめゆり通り・安里バイパス・栄町市場・壺屋やちむん通り                                                                | 安里屋ユンタ           | 那覇市 |
| 11     | おもろまち駅 | 0.7      | 9.0      | Tギャラリア沖縄 by DFS（国内初の大型免税店）に隣接、那覇新都心への入口 新都心、バスターミナル、中部方面へのバス発着駅 | だんじゅかりゆし       | 那覇市 |
| 12     | 古島駅       | 1.0      | 10.0     | 興南高等学校最寄り駅、沖縄国際大学、琉球大学、宜野湾・沖縄・うるま各市方面へのバス発着駅                              | 月ぬ美しゃ             | 那覇市 |
| 13     | 市立病院前駅 | 0.9      | 10.9     | 那覇市立病院へ直結、末吉公園                                                                                          | クイチャー             | 那覇市 |
| 14     | 儀保駅       | 1.0      | 11.9     | 琉球大学方面へのバス発着駅、首里城公園（連絡なし）                                                                    | 芭蕉布                 | 那覇市 |
| 15     | 首里駅       | 1.0      | 12.9     | 首里城公園（路線バスで連絡）、ダブルツリーbyヒルトン那覇首里城・ノボテル沖縄那覇方面へのバス発着駅                    | 赤田首里殿内           | 那覇市 |
| 16     | 石嶺駅       | 0.9      | 13.8     | 沖縄県総合福祉センター                                                                                                | ちょんちょんキジムナー | 那覇市 |
| 17     | 経塚駅       | 1.2      | 15.0     | 国際協力機構沖縄国際センター、サンエー経塚シティ、地域若者サポートステーション琉球                                    | はべら節               | 浦添市 |
| 18     | 浦添前田駅   | 1.0      | 16.0     | 浦添大公園（浦添城・浦添ようどれ）、浦添運動公園、浦添警察署、浦添郵便局、浦添市役所                                  | めでたい節             | 浦添市 |
| 19     | てだこ浦西駅 | 1.0      | 17.0     | 沖縄自動車道（幸地バス停にて沖縄道経由バス路線と接続）、西原方面                                                      | ヒヤミカチ節           | 浦添市 |

### 駅の施設
個別の駅の施設については上表から各駅の記事を参照。
- バリアフリー対策として全駅にエスカレーター（上り）・エレベーター・車椅子乗降装置「ラクープ」（一部の駅では固定式スロープ）・車椅子用トイレが設置されているほか、全駅にオストメイト対応トイレも設置されている。
- 全駅にホームドアが設置されている。ただし障壁は下半分のみで、ホームは密閉式でない。車両ドアが1両あたり2扉（片側）のため、各ホームに設置されているドアは6扉ずつ（一部編成の3両化以前は4扉ずつ）である。
- 現在営業している構内売店は那覇空港駅にあるちんすこうの販売店と那覇空港駅・旭橋駅・首里駅にあるコーヒーショップ、2023年度に新設されたファミリーマートがおもろまち駅にある。新聞等を売るキヨスク形式の売店はない。但し、無人販売所も設けている駅もある。
- 全駅有人駅である。ただし、駅員が不足しているため、一部の駅では駅員不在の時間帯がある。サポートが必要な場合は改札口付近のインターホンで対応している[67]。

## 特記事項

### 旅客案内

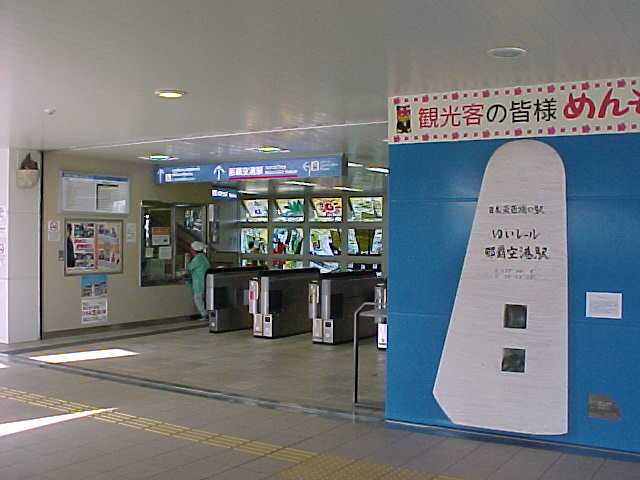
那覇空港駅の改札口と日本最西端駅記念碑（2005年6月7日撮影）

- 各駅ごとに異なる紅型の文様が設定されている。紅型の文様は、那覇空港・赤嶺・小禄は●青、奥武山公園・壺川・旭橋は●緑、県庁前・美栄橋・牧志は●黄色、安里・おもろまち・古島は●オレンジ、市立病院前・儀保・首里・石嶺は●赤、経塚・浦添前田・てだこ浦西は●紫という具合に3 - 4駅ごとに色調を変えており、大まかな駅の位置をも合わせて表している。
- 各駅到着前にはそれぞれ異なる沖縄民謡をアレンジした車内チャイムが流れる。採用されている曲は、かつての港湾地帯に位置する壺川駅到着時に使用される「唐船ドーイ」や、首里の赤田地区が発祥であることにちなんで首里駅到着時に使用される「赤田首里殿内」など立地にちなんだものがある一方、八重山民謡に分類される「安里屋ユンタ」が安里駅到着時に双方の“安里”繋がりだけで使用されるなど、立地とは直接的に関連しないものもある。また一部のラッピング車両についてはラッピングデザインにちなんだチャイムに変更される場合があり、「そらとぶピカチュウ」「三和金属」のラッピング車両で変更されたことがある。
- 各駅の改札付近では、共通語による案内放送に続いて沖縄方言による案内が流れていた。2011年に「第5回世界のウチナーンチュ大会」開催に合わせて放送されたのが最初で、好評だったために2013年4月から常時放送されるようになった。「小禄」を「うるく」と読むなど、地元本来の発音が生かされている。アナウンスは「語やびら沖縄語（うちなぁーぐち）ぬ会」会長の玉城弘によるものである[68]。このアナウンスについては駅設備の更新に伴い2017年頃に廃止されている。

### 関連施設
- かつて那覇空港駅近くの沖縄都市モノレール本社敷地内に「ゆいレール展示館」があり、ゆいレールや第二次世界大戦前の「ケービン（沖縄県営鉄道）」などの豊富な資料を無料で見学することができた。2020年3月から休館しており[69]、2023年にはそのまま閉館となった[70]。

### その他
- 当線の開業により、日本全国の都道府県で電化された鉄軌道路線がないのは徳島県のみとなった。
- 開業に合わせて乗車のために沖縄を訪れた原武史の体験記によると、各駅の改札口の横に「ゆいレール便利帳」という小冊子が設置されており、書かれている内容に「列に並んで列車を待とう」「順序よく電車を降りよう」といった公共交通におけるマナーの啓蒙があった。原はこれを、明治初期の鉄道のような市民を教育する役割を期待されていると指摘している[71]。同様の記録を残しているのが酒井順子である。パンフレットの方々に「時間厳守がうれしい!」「時間通りに来るから安心」「ウチナータイムともおさらば」といった文言がちりばめられていると記している[72]。
- 首里コミュニティバスや首里駅 - 琉球大学間のバス路線との乗り継ぎ割引実証実験を行ったことがある[73][74]。
- 開業以前のこと、歌会始のお題候補に「駅」が挙げられたことがある。上皇明仁は「沖縄には駅がないから歌には詠みにくいだろう」とこれを退けている。その後、開業後に沖縄に行幸啓があった[75]が、「駅」はまだお題に採られていない。
- 西村京太郎原作の鉄道ミステリー十津川警部シリーズの「オキナワ」で登場している。
- 運転士は、自社を含めた沖縄県内に動力車操縦者の養成所がないため、JR九州、京浜急行電鉄、西武鉄道[76]で学科、技能講習を受けて免許を取得していた。また、モノレールの特性に関する知識、技術の教習は千葉都市モノレールで行っていた[77]。なお、2013年には自社内の講習で動力車操縦者の合格者を輩出している[78]。
- 沖縄都市モノレール線の走行を体験できるニンテンドー3DS用ゲームソフト『鉄道にっぽん!路線たび ゆいレール編』が2015年8月27日に発売された。